# Тоуроульфсфетль
Тоуроульфсфетль (исл. Þórólfsfell) — вулкан (туйя) на юге Исландии, находится к востоку от местности Fljótshlíð у окраины долины Thórsmörk.
В наиболее известном манускрипте о заселении Исландии, Landnámabók, упоминается Тоуроульфур Аскссон, которому принадлежали эти земли. Он со своими племянниками основал в данной местности двор. Сын одного из племянников, Ньяль, является героем одной из исландских саг.
Нижняя часть вулкана сложена базальтами, верхняя — подушечной лавой. На западном склоне расположена пещера Mögugilshellir.